# Gladiator
Gladiator (titulada: Gladiador en Hispanoamérica) es una película épica del género péplum y acción del año 2000 dirigida por Ridley Scott y protagonizada por Russell Crowe, Joaquin Phoenix y Connie Nielsen. Crowe interpreta a Máximo Décimo Meridio, un leal general hispano del ejército del Imperio romano que es traicionado por Cómodo, el ambicioso hijo del emperador Marco Aurelio, quien ha asesinado a su padre y se ha hecho con el trono. Forzado a convertirse en esclavo, Máximo triunfa como gladiador mientras anhela vengar la muerte de su familia y la del emperador. 
Inspirado en un libro sobre los gladiadores del escritor estadounidense Daniel P. Mannix, el primer guion de Gladiator fue escrito por David Franzoni y comprado por el estudio de cine DreamWorks, que fichó a Ridley Scott para dirigir la película. El rodaje empezó en enero de 1999, antes de que el guion estuviera completo, y se extendió hasta mayo de ese año. Las escenas de la Roma antigua se filmaron en el Fuerte Ricasoli de Malta; las imágenes generadas por ordenador fueron creadas por la empresa británica de efectos visuales The Mill, que además tuvo la tarea inesperada de crear un doble digital para las escenas que Oliver Reed no pudo filmar antes de su muerte debida a un infarto.
Estrenada el 5 de mayo del 2000, Gladiator fue un éxito tanto entre la crítica especializada como entre el público y contribuyó al breve resurgir del cine épico ambientado en la Antigüedad clásica. La película recibió numerosos premios y nominaciones, incluidos cinco premios Óscar en la 73.ª edición de los Premios de la Academia estadounidense, entre los que se destaca el de mejor película y mejor actor para Crowe. El 14 de noviembre de 2024 se estrenó su secuela, Gladiator 2.

## Argumento

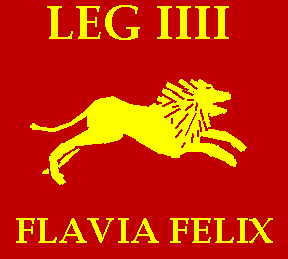
Máximo es el comandante de la Legión Felix en las Guerras marcomanas.

### Máximo el comandante
En el año 180 d. C. el general hispanorromano Máximo Décimo Meridio (Russell Crowe) lidera al ejército romano hacia una importante victoria sobre las tribus germánicas cerca de Vindobona, poniendo fin a una larga guerra en el limes del imperio romano.
Máximo es el hombre más estimado por el enfermo emperador Marco Aurelio (Richard Harris). El emperador desea devolver al Senado romano el poder y, por ello, decide que sea Máximo quien asuma el mando a su muerte, al no desear que su hijo Cómodo (Joaquin Phoenix) le suceda, pues lo considera un hombre sin moral. Máximo es un militar de carrera, alejado de posturas políticas y cuya única ambición es volver a sus tierras en Hispania con su mujer y su hijo; es por estos motivos por los cuales Marco Aurelio quiere nombrarle su sucesor, al entender que es alguien alejado de las toxicidades políticas de Roma y sin ambición por el poder.
Cómodo llega junto a su hermana mayor Lucila (Connie Nielsen) al campamento militar, donde su padre le informa de su decisión de nombrar a Máximo como su sucesor a su muerte. Cuando su padre le informa la decisión, Cómodo rompe a llorar y enumera las virtudes que él considera que posee y que son adecuadas para gobernar, lamentando no haber podido ganarse la estima del emperador. Compadecido, Marco Aurelio le abraza, momento que aprovecha Cómodo para en un ataque de rabia, asfixiarlo. Su primer acto es intentar ganarse la lealtad de Máximo, anunciando que el emperador ha fallecido mientras dormía. Máximo no le confirma nada, pero es tarde, pues Comodo ya ha nombrado a Quinto (Tomas Arana), nuevo jefe de la Guardia Pretoriana y ordena el arresto y ejecución de Máximo. Este último le ruega a Quinto que cuide a su familia, pero este le dice que su familia «se reunirá contigo en la eternidad».
Máximo es llevado a los bosques para ser ejecutado por los pretorianos. En un primer momento, Máximo parece asumir su inminente muerte, pero a última hora se deshace de los pretorianos encargados de darle muerte, quedando herido en un hombro tras el enfrentamiento. Cargando con dos caballos, Máximo acude raudo de vuelta a su hogar, presintiendo que los hombres de Cómodo ya estarán en camino. Sin embargo, cuando finalmente regresa se encuentra la tierra devastada y a su mujer y su hijo asesinados. Tras enterrar sus cuerpos, Máximo cae agotado al suelo.

### Máximo el gladiador

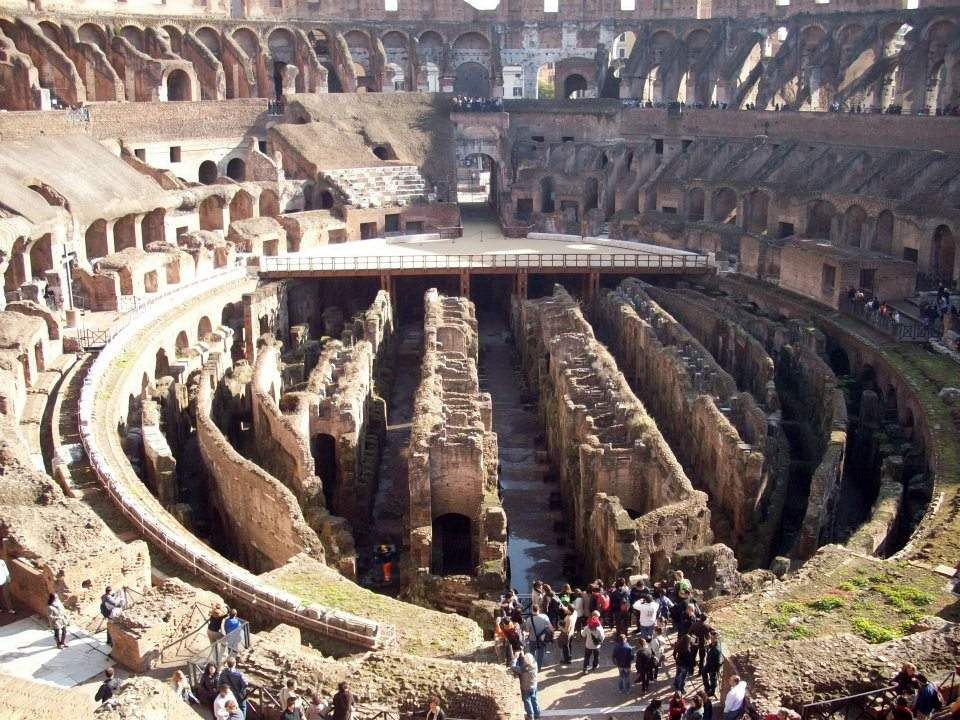
El interior del Coliseo se convierte en el gran escenario de los combates de Máximo y su disputa contra el emperador.

Máximo se despierta siendo arrastrado por unos hombres desconocidos. De camino, su herida es limpiada y suturada. Finalmente, se revela que el destino de la caravana es Zucchabar, en el norte de África. Máximo es vendido como esclavo en el mercado de la ciudad, adquirido por un lanista llamado Próximo (Oliver Reed), quien lo incorpora a su escuela de gladiadores, intuyendo que es un desertor del ejército. En un principio, Máximo se niega a combatir contra los demás, trabando amistad con un gladiador nubio llamado Juba (Djimon Hounsou), a quien conoció en la marcha hacia Zucchabar y quien también fue vendido como gladiador a Próximo. También conoce a Hagen (Ralf Moeller), un gladiador germano encargado de adiestrar a los reclutas. 
Mientras tanto, en Roma, Cómodo es coronado emperador tras un desfile triunfal por las calles de la urbe. A diferencia de su padre, Cómodo no siente ningún respeto por el Senado, al que considera una institución caduca y a los senadores como unos ancianos ricos alejados de la realidad de la plebe. Su intención es derogar el Senado y asumir el poder en solitario, sin embargo, tal y como le advierte Lucila, el pueblo no tolerará tal acción. Por ello intentando ganarse el afecto de los ciudadanos romanos proclama 150 días de juegos para honrar la memoria de su padre.
En África, Máximo demuestra ser un feroz gladiador, diestro en el combate y un líder nato, convirtiéndose en el favorito de los espectadores y del propio Próximo. Este le anuncia que acudirán a Roma para participar en los juegos anunciados por el nuevo emperador, donde tendrá la oportunidad de luchar en el imponente Coliseo. Ya en Roma, los gladiadores de Próximo son contratados para combatir en una recreación de la Batalla de Zama, donde el cartaginés Aníbal fue derrotado por las legiones de Escipión el Africano. Máximo y sus camaradas interpretan el papel de los cartagineses, por lo que todos creen que sus probabilidades de victoria son casi nulas. Ocultando su rostro con un yelmo, Máximo lidera a sus compañeros de combate y consigue una inesperada victoria con la que ganan a un público que suplica por sus vidas. Impresionado, Cómodo desciende a la arena para conocer a los luchadores y ordena al líder —Máximo— que revele su identidad. Este se vuelve, descubriendo su rostro, afirmando: «Me llamo Máximo Décimo Meridio, comandante de los Ejércitos del Norte, general de las Legiones Felix, leal servidor del verdadero emperador Marco Aurelio, padre de un hijo asesinado, marido de una mujer asesinada, y alcanzaré mi venganza en esta vida o en la otra».
Perturbado por la presencia de Máximo, Cómodo entiende que debe acabar con él cuanto antes, pues no puede permitir que nadie cuestione su autoridad. Organiza un combate entre Máximo y Tigris de la Galia, un invicto gladiador. Máximo y Tigris combaten observándose que todo ha sido calculado en contra del exgeneral. Con todo, Máximo consigue vencerlo, pero decide respetar su vida en contra de los deseos del populacho y del propio Cómodo. Por ello, recibe el apodo de «Máximo el Compasivo», aumentando más su popularidad y convirtiéndose en el símbolo de aquellos que se oponen al gobierno de Cómodo. Este sabe que no puede simplemente ordenar su muerte, pues ello le haría perder el favor del pueblo.

### Máximo el rebelde

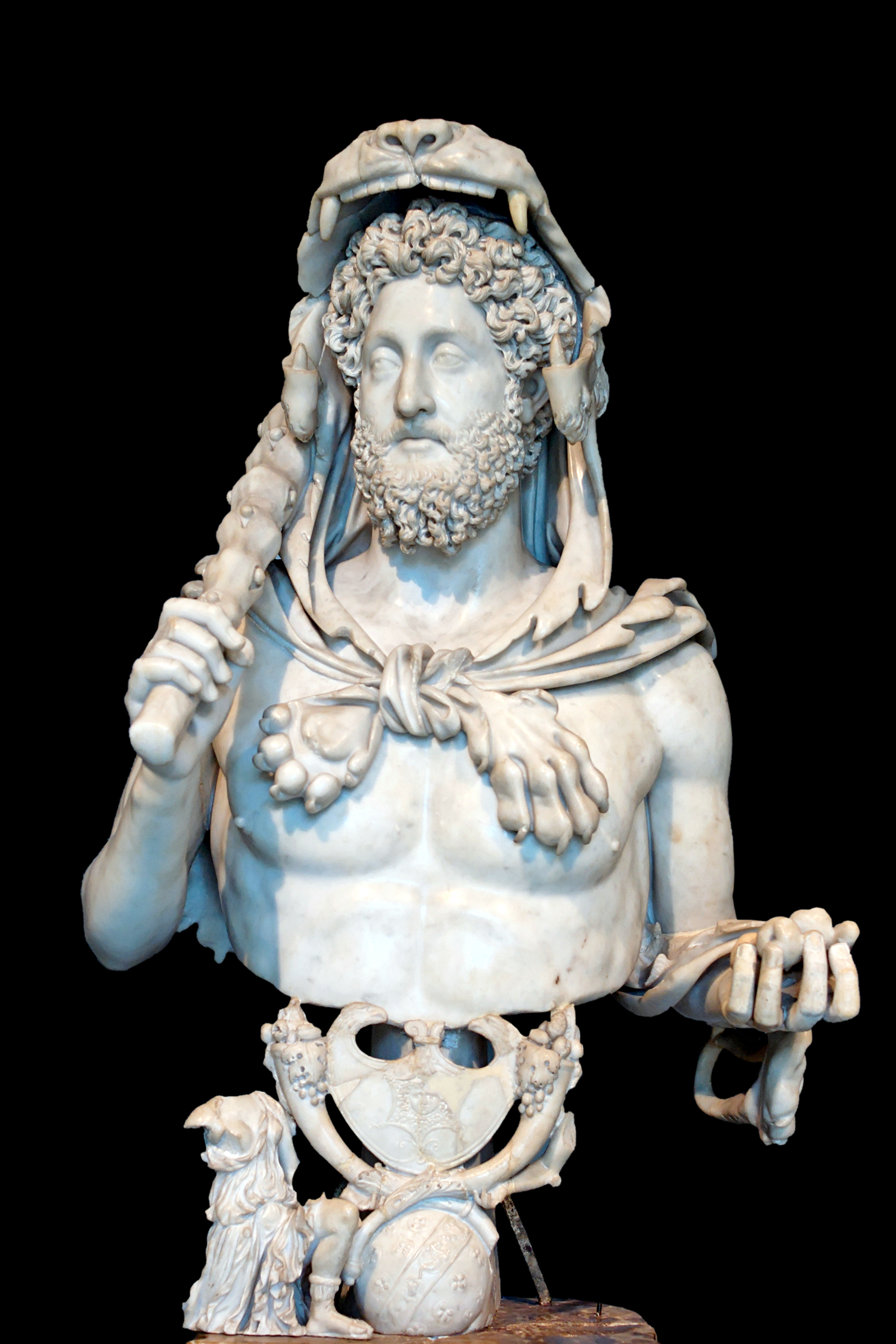
Busto del auténtico emperador Cómodo (161-192 d. C.) ataviado como Hércules. Museos Capitolinos, Roma. En la película es el villano.

Tras el combate, el antiguo esclavo de Máximo, Cicerón (Tommy Flanagan), se pone en contacto con él para decirle que su ejército todavía le es fiel y que está acampado no muy lejos de Roma. Lucila, la cual siempre estuvo enamorada de Máximo, le visita en prisión. Insinúa que varios hombres notables de Roma estarían dispuestos a acabar con el gobierno de Cómodo; el senador Graco (Derek Jacobi) la acompaña y le confirma que responde por el Senado. Máximo les propone que compren su libertad y, a cambio, se reunirá con su ejército, entrará en Roma y depondrá a Cómodo, a continuación, el Senado se hará con el poder, tal y como era el deseo del difunto Marco Aurelio. Sin embargo, el joven emperador no es ciego al complot que se está urdiendo en su contra. Con el apoyo del senador Falco (David Schofield) descubre la conspiración por boca de Lucila, la cual confiesa la verdad después de que el emperador la amenace con hacerle daño a su hijo, Lucio Vero (Spencer Treat Clark).
Máximo habla con Próximo para que acepte dejarlo libre; a regañadientes Próximo acepta y libera a Máximo de su celda, escapando este en mitad de la noche para reunirse con Cicerón, sin embargo, Cómodo ya ha sido informado y envía a la Guardia Pretoriana para asaltar la escuela de gladiadores. Logran penetrar, enfrentándose a los gladiadores que salen para apoyar a Máximo y proporcionarle tiempo para huir. Durante la lucha, Próximo y Hagen caen a manos de los pretorianos, mientras que el resto de gladiadores son reducidos y puestos en cautiverio. Máximo continúa huyendo y se reúne con Cicerón, descubriendo que todo es una trampa: Cicerón es eliminado y Máximo capturado por los pretorianos.
Cómodo ha triunfado y confronta a una destrozada Lucila; afirma que ambos permanecerán juntos y ella le proporcionará un heredero, y, si se niega, su hijo morirá. A su vez, organiza su gran momento para acabar con Máximo. Prepara un combate mano a mano con él en el Coliseo; consciente de la gran ventaja que posee su adversario, Cómodo se reúne con Máximo y le apuñala en la espalda, ocultando la herida con una coraza. Emperador y gladiador se enfrentan rodeados por los pretorianos ante un pueblo de Roma exultante y con Lucila y su hijo en el palco. Cómodo consigue llevar la iniciativa debido a la herida que debilita a Máximo, mas este consigue arrebatarle su arma. En un gesto de honor, él también arroja su arma, momento que aprovecha Cómodo para sacar un estilete de su manga después de que Quinto ordene a los pretorianos que no le cedan sus espadas. En un último esfuerzo, Máximo consigue sujetar el brazo de Cómodo y clavarle su propia arma, acabando con su vida.
Yaciendo moribundo sobre la arena del Coliseo, Máximo tiene una visión caminando sobre un campo de trigo mientras se reúne con su familia en la otra vida. Como último deseo, le pide a Quinto que libere a sus compañeros de armas y que el senador Graco sea restablecido, recordando las palabras de Marco Aurelio sobre la grandeza de Roma. Lucila corre a su lado mientras Máximo finalmente fallece en la arena y esta le dedica unas últimas palabras: «Ya estás en casa». Lucila le pide a los asistentes que honren el cuerpo de Máximo, quien es trasladado a hombros por Graco, Quinto y sus compañeros gladiadores e incluso por Lucio Vero mientras el cadáver de Cómodo es abandonado en la arena.
Al anochecer, Juba entierra en la arena del Coliseo unas figuras que representan a la mujer e hijo de Máximo y a quienes este les rezaba, mientras susurra: «Ahora somos libres. Volveremos a vernos. Pero aún no... aún no».

## Reparto principal
- Russell Crowe como Máximo Décimo Meridio, un legado —general— hispanorromano que goza de la total confianza de Marco Aurelio y el amor y admiración de Lucila. Se niega a jurar obediencia al nuevo emperador Cómodo y este ordena el asesinato de su familia. Después de escapar de sus ejecutores, es forzado a convertirse en gladiador mientras planea su venganza. Proviene de cerca de Trujillo, en la actual provincia española de Cáceres (en el doblaje en castellano menciona Augusta Emerita, la actual Mérida).[4][5] Máximo es un personaje ficticio inspirado parcialmente en personajes históricos reales; en Marco Nonio Macrino (oficial militar de confianza de Marco Aurelio), Narciso (gladiador que asesinó a Cómodo), y Cincinato.[6][7] Mel Gibson fue la primera opción para el papel, pero este lo rechazó diciendo que se sentía demasiado mayor para desempeñar un personaje como ese.[8] Otros actores que también se consideraron fueron Antonio Banderas[9] y Hugh Jackman.[10]

- Connie Nielsen como Galeria Lucila, primera amante de Máximo e hija mayor de Marco Aurelio que, recientemente, se había quedado viuda. Ella se resiste a los anticipos incestuosos de su hermano, al cual odia, al tiempo que debe proteger a su hijo, Lucio, de la ira y corrupción de este.
- Richard Harris como Marco Aurelio. El anciano emperador romano, quiere a Máximo como a un hijo y le pide que vuelva a convertir a Roma en una república. Es asesinado por su hijo Cómodo.
- Joaquin Phoenix como Cómodo, el corrompido, perverso e inmoral hijo de Marco Aurelio; hermano menor de Lucila. Asesina a su padre cuando se entera de que Máximo tendrá poderes de emperador en funciones hasta que se formase una nueva república.
- Oliver Reed como Antonio Próximo, un anciano y áspero entrenador de gladiadores que compra a Máximo en el norte de África. Es un antiguo gladiador que fue liberado por Marco Aurelio. Le regala a Máximo su armadura y una oportunidad de liberarse.
- Tomas Arana como Quinto. General romano supeditado a Máximo que, al morir el emperador Marco Aurelio, se ve obligado a ir contra Máximo. Se convierte en jefe de la guardia pretoriana de Cómodo, pero no le presta ayuda al emperador en su combate final contra Máximo.
- Djimon Hounsou como Juba, un miembro de una tribu numidia que es atrapado en su casa, junto a su familia, por comerciantes de esclavos. Llega a ser el mejor aliado y amigo de Máximo.
- Ralf Moeller como Hagen. Gladiador germánico, el mejor luchador de Próximo. Se hará amigo de Máximo y morirá defendiéndolo.
- Derek Jacobi como el senador Graco, un miembro del senado romano que se opone al gobierno de Cómodo. Es aliado de Máximo y Lucila.
- Spencer Treat Clark como Lucio Vero, hijo del coemperador Lucio Vero y de Lucila, y por tanto nieto de Marco Aurelio.
- Tommy Flanagan como Cicerón. Fiel sirviente de Máximo, al que intenta ayudar en su huida.
- Giannina Facio como esposa de Máximo.
- Giorgio Cantarini como hijo de Máximo.
- David Schofield como el senador Falco. Enemigo de Graco, ayuda a Cómodo a consolidar su poder.
- John Shrapnel como Gaio. Otro senador, cercano a Graco.
- Sven-Ole Thorsen como Tigris de la Galia. Gladiador invicto que combate contra Máximo.
- David Hemmings como Casio. Organizador de las luchas de gladiadores en el Coliseo.

## Producción

### Guion
Gladiator se basó en una historia original de David Franzoni, autor del primer borrador. Franzoni llegó a un acuerdo con DreamWorks para escribir y coproducir tres películas gracias a la solidez de su anterior trabajo, el guion de la película Amistad de Steven Spielberg, un filme que le dio gran reputación a DreamWorks. Franzoni no era un erudito en el mundo de la antigüedad clásica, por lo que se inspiró del ensayo de 1958 de Daniel P. Mannix, Those About to Die, y decidió basar su historia en Cómodo tras leer la Historia Augusta, que recopila biografías de emperadores romanos. En el primer borrador de Franzoni, fechado el 4 de abril de 1998, el protagonista se llamaba Narciso, un gladiador de la antigua Roma que, según las fuentes de Herodiano y Dion Casio, estranguló a Cómodo hasta matarlo.

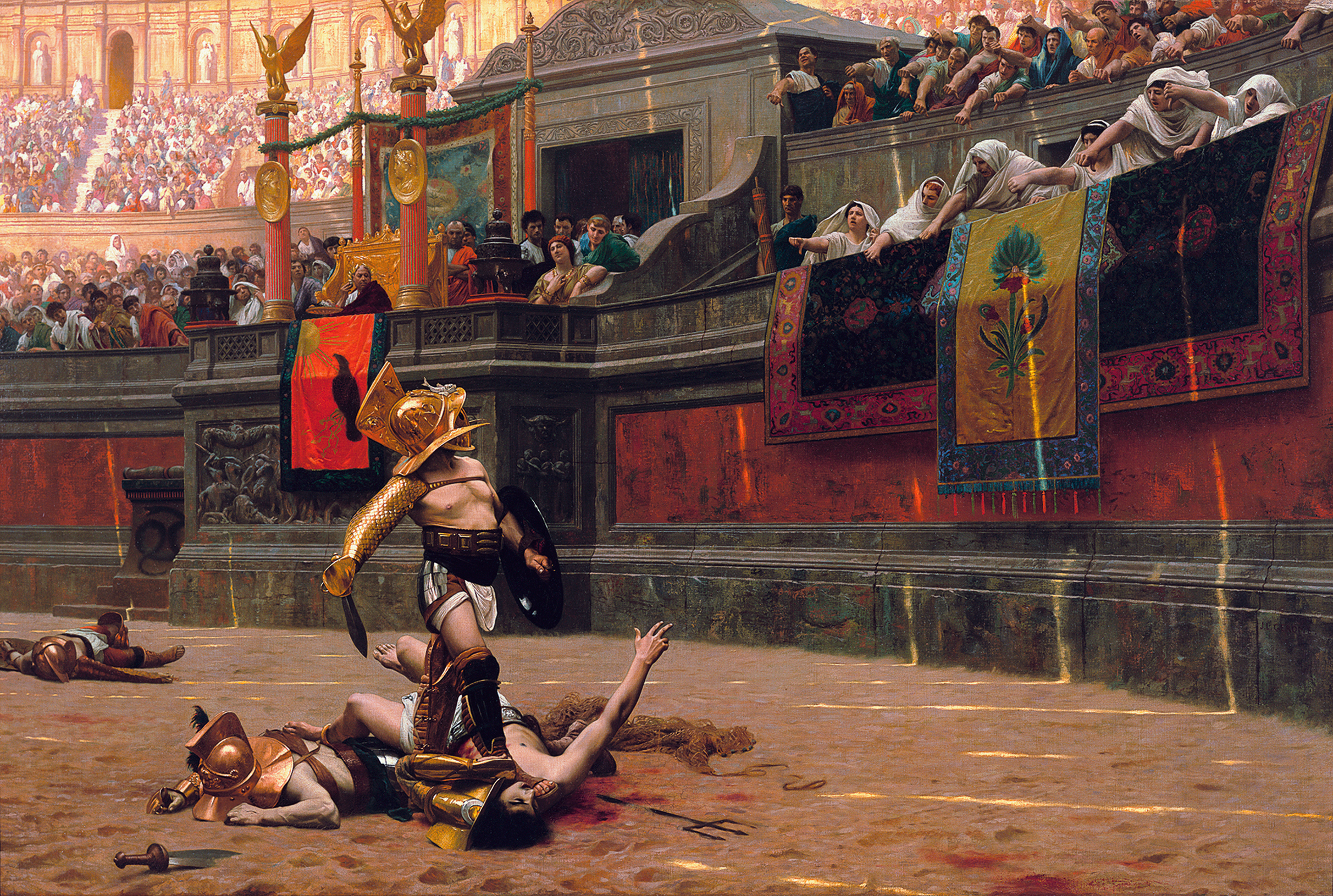
Pollice Verso (1872), cuadro del pintor francés Jean-Léon Gérôme que sirvió de inspiración para el diseño visual de la película.

Los productores Walter F. Parkes y Douglas Wick se pusieron en contacto con Ridley Scott. Le mostraron el cuadro Pollice Verso, pintado por el artista francés Jean-Léon Gérôme en 1872. Al director británico comenzó a seducirle la idea de recrear en la gran pantalla el mundo de la Antigua Roma, pero pensó que los diálogos del guion de Franzoni necesitaban retoques y le encargó a John Logan que lo modificara hasta que fuera más de su agrado. Logan reescribió gran parte del primer acto y tomó la decisión de matar a la familia de Máximo para incrementar la motivación del protagonista.
Dos semanas antes de iniciar el rodaje, los actores se quejaron del guion. Por ello, se llamó a William Nicholson a los estudios Shepperton para que otorgara al protagonista un carácter más sensible modificando la relación con su amigo Juba y desarrolló la conexión emocional del protagonista con el más allá, pues dijo que «no quería ver solo una película sobre un hombre que quería matar a alguien». Se pidió a David Franzoni que revisara las aportaciones de Logan y Nicholson, y en este proceso impuso su papel de productor: Nicholson empezó a volver al guion original de Franzoni y a leer ciertas escenas. Franzoni ayudó a relaborar creativamente el libreto y en su rol de productor defendió su primer borrador y lo acertado de su visión original. Franzoni acabaría ganando el Óscar de la Academia a mejor película junto con Douglas Wick y Branko Lustig.
El guion fue reescrito más veces según las sugerencias y peticiones de Russell Crowe, que cuestionó todos los aspectos del libreto y se marchó del set de rodaje al no obtener respuestas. Según un ejecutivo de DreamWorks, «[Crowe] intentó rescribir todo el guion sobre la marcha. ¿Conoce la frase del tráiler, ‘alcanzaré mi venganza en esta vida o en la otra’? Pues al principio se negó rotundamente a pronunciarla». Nicholson, el tercer y último guionista, afirmó que Crowe le dijo: «Tus frases son basura, pero yo soy el mejor actor del mundo y puedo hacer que incluso la basura suene bien».

### Rodaje

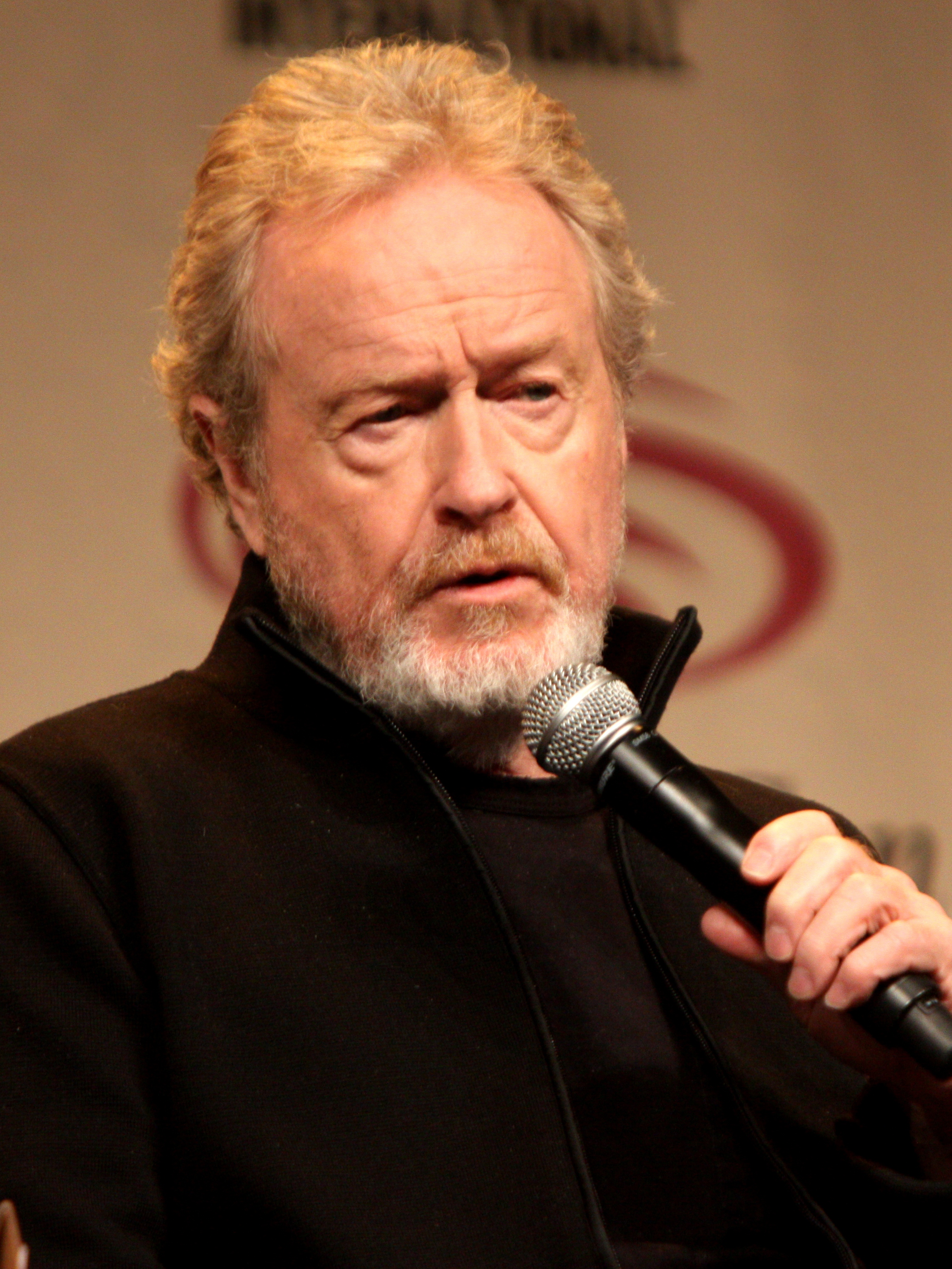
Ridley Scott, director de Gladiator.

Durante la preparación de la película, Scott empleó varios meses desarrollando los guiones gráficos de la trama. Los miembros del equipo pasaron seis semanas buscando localizaciones dentro de lo que fueron territorios del Imperio Romano, entre ellos Italia, Francia, el norte de África e Inglaterra. Todo el atrezo, decorados e indumentaria de la película fueron elaborados por el equipo de la película porque hubiera sido muy caro comprarlos y por la escasez de los mismos. La empresa Armordillo Ltd. de Rod Vass creó 100 armaduras y 550 trajes de poliuretano, para cuya construcción desarrolló esta compañía el exclusivo sistema de poliuretano proyectado que se empleaba por vez primera en esta producción y que permitió crear 27 500 piezas de armadura en solo tres meses.
La película se rodó en tres escenarios principales entre enero y mayo de 1999. La batalla inicial en el bosque de Germania se filmó durante tres semanas en el bosque Bourne, cerca de Farnham, en el condado inglés de Surrey. Cuando Ridley Scott tuvo noticia de que la Forestry Commission, el organismo encargado de gestionar los bosques británicos, tenía planes para talar el bosque, los convenció para que permitieran filmar la escena allí y quemar el bosque en el proceso. Scott y el director de fotografía John Mathieson utilizaron varias cámaras que filmaban a distintas velocidades de fotogramas, de manera similar a la técnica utilizada en las secuencias de batallas de la película Saving Private Ryan (1998). El equipo después se trasladó a Uarzazat, Marruecos, donde durante tres semanas filmaron al pie de la cordillera del Atlas las escenas de los esclavos, el viaje por el desierto y la escuela de gladiadores de Próximo. El anfiteatro en el que Máximo libra sus primeros combates fue levantado con materiales y técnicas locales que sirvieron para crear 30 000 ladrillos de adobe.
Finalmente, las escenas de la antigua Roma se rodaron durante 19 semanas en el Fuerte Ricasoli de Malta, donde se construyó una réplica de un tercio del Coliseo de Roma, de casi 16 metros de altura y hecha en su mayoría de yeso y contrachapado. Esta réplica tardó varios meses en levantarse y costó alrededor de un millón de dólares. Los otros dos tercios de altura del enorme anfiteatro se añadieron digitalmente con la ayuda de pantallas azules. En el otro extremo del complejo se almacenaban una rica variedad de atrezo de calles, columnatas, puertas, estatuas y plazas para completar el resto de decorados necesarios para el rodaje. Las necesidades de este complejo eran cubiertas por un campamento de tiendas de campaña en que se hallaban los camerinos, almacenes, armeros y otros servicios.

### Banda sonora
La célebre banda sonora de Gladiator, nominada al Óscar, fue compuesta por Hans Zimmer y Lisa Gerrard y dirigida por Gavin Greenaway. Zimmer en principio tuvo intención de recurrir a la vocalista israelí Ofra Haza, con la que había trabajado en El príncipe de Egipto, pero la intérprete falleció en febrero de 2000 antes de que pudiera empezar a grabar. En su lugar eligió a la australiana Lisa Gerrard. La música de muchas de las escenas de batalla se han comparado por su similitud con Mars: The Bringer of War de Gustav Holst, y en 2006 la Holst Foundation demandó a Zimmer por un supuesto plagio. Otra clara evocación musical se puede escuchar en la escena de la entrada triunfal de Cómodo en Roma, realzada por una composición musical que claramente recuerda a dos secciones de El anillo del nibelungo de Richard Wagner, el El oro del Rin y El ocaso de los dioses.
El 27 de febrero de 2001, casi un año después de la puesta en venta de la banda sonora de la película, Decca Records produjo Gladiator: More Music From the Motion Picture, y en 2005 la misma discográfica estrenó Gladiator: Special Anniversary Edition, con dos CD que recopilaban las dos anteriores ediciones. En 2003, Luciano Pavarotti hizo pública una grabación de sí mismo interpretando una canción de la película y dijo que lamentaba haber rechazado en su día una oferta que le hicieron para cantarla para el filme. Además, es una de las bandas sonoras más vendidas de todos los tiempos con una sucesión de 17 canciones, enlistadas a continuación:
| N.º | Título                | Duración |  |
| 1.  | «Progeny»             | 2:13     |  |
| 2.  | «The Wheat»           | 1:03     |  |
| 3.  | «The Battle»          | 10:02    |  |
| 4.  | «Earth»               | 3:01     |  |
| 5.  | «Sorrow»              | 1:26     |  |
| 6.  | «To Zucchabar»        | 3:16     |  |
| 7.  | «Patricide»           | 4:08     |  |
| 8.  | «The Emperor Is Dead» | 1:21     |  |
| 9.  | «The Might of Rome»   | 5:18     |  |
| 10. | «Strength and Honor»  | 2:09     |  |
| 11. | «Reunion»             | 1:14     |  |
| 12. | «Slaves to Rome»      | 1:00     |  |
| 13. | «Barbarian Horde»     | 10:33    |  |
| 14. | «Am I Not Merciful?»  | 6:33     |  |
| 15. | «Elysium»             | 2:41     |  |
| 16. | «Honor Him»           | 1:19     |  |
| 17. | «Now We Are Free»     | 4:14     |  |

### Efectos
La compañía británica de posproducción The Mill fue la responsable de gran parte de los efectos especiales generados por ordenador que se añadieron a la película. Entre sus creaciones estuvieron trucos como los de integrar en los combates en el Coliseo a tigres reales que se habían filmado por separado delante de cromas azules, añadir estelas de humo y extender el vuelo de las flechas incendiarias que los romanos lanzan en la batalla inicial de la película para que cayeran tan lejos como debían. Asimismo, esta compañía multiplicó digitalmente el número de soldados en la batalla de Germania, transformando los 2000 extras que intervinieron en el rodaje en 35 000 combatientes, que además debían tener aspecto creíble y combatir durante la lucha. Para conseguirlo, The Mill filmó a varios actores desde diferentes ángulos y realizando distintas acciones y registró digitalmente sus movimientos con herramientas de captura de movimiento para terminar creando composiciones tridimensionales. El grito de guerra de los germanos que combaten al principio del filme fue tomado de la película Zulú (1964), una de las películas favoritas de Ridley Scott. Aunado a ello, la compañía elaboró alrededor de 90 tomas con efectos especiales que sumaron aproximadamente nueve minutos del metraje de Gladiator.
El repentino fallecimiento en Malta del actor Oliver Reed antes del final del rodaje a causa de un infarto obligó a realizar un inesperado trabajo en posproducción. The Mill creó un cuerpo digital para doblar al fallecido Reed en las escenas que quedaban por rodar de Próximo. Para ello se filmó a otros actores en un decorado en sombras y sobre sus caras se colocó una máscara de Oliver Reed generada por ordenador, algo que tuvo un coste de 3,2 millones de dólares para dos minutos de película. John Nelson, supervisor de efectos visuales, dijo sobre la decisión de incluir este metraje adicional: «Lo que hicimos fue poco comparado con otras de nuestras labores en la película. Fue mucho más grande lo que hizo Oliver, pues interpretó un inspirador y emotivo papel. Todo lo que hicimos fue ayudarle a terminarlo». La película está dedicada a la memoria de Reed.

### Características técnicas
Para su grabación, se utilizaron hasta cuatro tipos de cámara, todas ellas creadas por Panavision y con lentes Primo. El modelo Panaflex Gold II tiene capacidad para que las imágenes captadas tengan un nivel de ruido muy reducido, mientras que la Panaflex Platinum tiene un visor de corrección del color. Por su parte, la Aaton 35-III es característica por su sincronización de sonido de perfil bajo y la Arriflex 35-III es notoria por poseer una leva para permitir un espacio suficiente de tiempo para estabilizar la grabación sin necesidad de un pasador de registro.
Con una relación de aspecto de 2,35:1, la cinta tiene un formato de negativo de 35 mm. Por su parte, las mezclas de audio son de sistemas DTS, Dolby Digital y SDDS. Todo este proceso de construcción de la película se llevó a cabo en los laboratorios de Technicolor, en el distrito de Hollywood de Los Ángeles. La duración es de una hora y 35 minutos, pero varía dependiendo de los extras que incluyan algunas versiones, tales como comentarios del director.

### Doblaje al español
Para la versión en español de la cinta, se realizaron dos doblajes: uno para España y otro para Hispanoamérica. En el primer caso, el proceso se realizó en el estudio barcelonés Sonoblock, bajo la dirección de Gonzalo Abril, quien también le dio la voz al general Quinto. El guion fue traducido por Josep Llurba. Para los demás personajes se encargaron Jordi Boixaderas (para Máximo), Sergio Zamora (Cómodo), Mercedes Montalá (Lucila), Miguel Ángel Jenner (Próximo), Jordi Dauder (Marco Aurelio), Pep Antón Muñoz (Graco), Alfonso Vallés (Juba), Ian Lleonart (Lucio Vero), Juan Fernández (Casio), Claudi García (Falco), Josep María Ullod (Gallo), José Posada (Cicerón), Carles Canut (el comerciante de esclavos), Adriá Frías (Valerio), Juan Carlos Gustems (Hagen), Rafael Parra y Carlos Vicente (los oficiales pretorianos), y Alberto Mieza (como el narrador de historias).
En cuanto a su versión para Hispanoamérica, la tarea se realizó en el estudio Auditel de México, D. F., bajo la dirección de Salvador Delgado quien también dobló a Máximo. El reparto concluyó con la participación de José Gilberto Vilchis (Cómodo), Miguel Ángel Ghigliazza (Próximo), Pilar Escandón (Lucila), César Arias (Marco Aurelio), Carlos Díaz (Lucio Vero), Paco Mauri (Graco), Bardo Miranda (Falco), Maynardo Zavala (en el papel de guardia) y Jorge Lapuente (como el narrador).

## Exactitud histórica

### Desarrollo

El Coliseo, el anfiteatro romano donde tienen lugar las luchas de gladiadores de la película.

La película se basa muy libremente en hechos históricos. Ridley Scott pretendía retratar la Roma Antigua con más precisión que en ninguna película anterior y para ello contrató a varios historiadores y asesores. A pesar de ello, el filme dejó de lado de forma totalmente deliberada algunos acontecimientos históricos en favor de su trama, algunos para mantener la continuidad, otros por razones prácticas o de seguridad. Debido a que las anteriores películas de Hollywood sobre Roma habían influido en la percepción que la gente tenía de esta cultura de la antigüedad, algunos hechos históricos verídicos eran, en opinión de Scott, «demasiado increíbles» para ser incluidos. Por ejemplo, en uno de los primeros borradores del guion los gladiadores publicitaban en la arena diversos productos, algo que es históricamente cierto pero que no se llegó a rodar porque los espectadores del filme pensarían que se trataba de un anacronismo.
Al menos uno de los asesores históricos del filme renunció a su labor en vista de los cambios que se iban a hacer y otro pidió no ser mencionado en los créditos (Ridley Scott dice en los comentarios del DVD de la película que el experto preguntaba constantemente: «¿Dónde está la prueba de que ciertas cosas fueron exactamente como ellos dicen?»). El historiador Allen Ward, de la universidad de Connecticut, cree que la exactitud histórica no habría restado interés o emoción a Gladiator y afirmó: «los creadores necesitan tomarse algunas licencias poéticas, pero ello no debería ser un bufé libre para despreciar de manera tan clara los hechos históricos en la ficción cinematográfica».

### Ficcionalización
El auténtico emperador Marco Aurelio murió de peste en Vindobona (la actual Viena) y no asesinado por su hijo Cómodo. El personaje de Máximo es ficticio, aunque algunos de sus caracteres y hechos se asemejan a los de personajes reales como Narciso (el auténtico asesino de Cómodo), Espartaco (que lideró una famosa revuelta de esclavos), Cincinato (un granjero que acabó siendo dictador, salvó a Roma de la invasión y luego renunció a un cargo que duraba seis meses cuando solo llevaba quince días en él) y Marco Nonio Macrino (un leal general, cónsul en el 154 d. C. y amigo de Marco Aurelio). Cómodo llegó a combatir como gladiador en el Coliseo, un espectáculo que le encantaba, pero acabó sus días estrangulado en la bañera por el luchador Narciso, no en la arena de combate. Además, reinó tres años junto a Marco Aurelio y doce en solitario, más tiempo que el corto período que parece narrar la película.
El nombre Máximo Décimo Meridio no es correcto de acuerdo a las convenciones de nombres romanos. Lo correcto sería usar Décimo Meridio Máximo, pues Máximo es el cognomen y Décimo el praenomen.
La personalidad de Máximo tiene rasgos sacados de los escritos del historiador Herodiano y sus acciones guardan grandes similitudes con las de Claudio Pompeyano, un romano de origen sirio que contrajo matrimonio con Lucila, hija del emperador Marco Aurelio, después de que ella enviudara de Lucio Vero. Se cree que Marco Aurelio pudo pretender que Pompeyano lo sucediera como emperador de Roma en lugar de su hijo Cómodo, pero no fue así. Pompeyano no intervino en ninguno de los complots para derrocar a Cómodo y es un personaje histórico que no aparece en Gladiator.
En la película el personaje de Antonio Próximo, el lanista, afirma que Marco Aurelio prohibió las luchas de gladiadores en Roma y ello obligó a todos lo que se dedicaban a esos juegos a trasladarse a las provincias romanas del norte de África. El auténtico emperador Marco Aurelio tan solo prohibió los combates de gladiadores en Antioquía en castigo por el apoyo de esta ciudad al rebelde Avidio Casio. En la antigua Roma nunca se prohibieron los juegos. Sin embargo, sí es cierto que cuando el emperador comenzó a obligar a los gladiadores a alistarse en las legiones romanas, la falta de luchadores permitió a los lanistas como Próximo enriquecerse mediante el aumento del precio de sus servicios.

### Anacronismos
Gladiator incurre en numerosos anacronismos en su ambientación histórica, como evidencia la indumentaria de muchos personajes. Algunos soldados lucen cascos de fantasía, las tiras de cuero envueltas alrededor de sus brazos tampoco se usaron en la Antigua Roma y su inclusión es fruto de una tradición cinematográfica que gusta de colocar estos adornos a gente de períodos históricos antiguos. Aunque la película está ambientada a finales del siglo II d. C., la armadura imperial gala (lorica segmentata) y los cascos de los soldados son propios de un siglo antes y hacia el año 100 fueron sustituidos por nuevos modelos. Asimismo, los portaestandartes (aquilifer), centuriones, caballería y las tropas auxiliares romanas irían protegidos en esa época con una armadura de escamas, la lorica squamata. Por su parte, las tribus germanas aparecen vestidas con ropas más propias de la Edad de Piedra que del siglo II d. C.
La caballería romana aparece usando estribos, pero eso es un anacronismo porque las fuerzas montadas del Ejército romano jamás los usaron, en su lugar empleaban sillas de montar con dos pomos. Los estribos solo se empleaban por razones de seguridad durante el período de aprendizaje para montar con la silla romana de doble pomo. Las catapultas y las balistas, que también aparecen en la batalla inicial del filme, eran máquinas de guerra que los romanos no usarían en un combate en medio de un bosque, pues estaban reservadas para los asedios y casi nunca se emplearían en batallas campales. Los miembros de la guardia pretoriana de la película visten todos uniformes negros, aunque no existen evidencias históricas que lo demuestren. En una campaña militar vestían normalmente el equipamiento estándar de un legionario aunque con algunos detalles decorativos distintivos.
En la primera imagen panorámica de la antigua ciudad de Roma que aparece en Gladiator se observan varios edificios que no existían en esa época. Es el caso de la bien visible Basílica de Majencio, que en realidad se construyó bastante después, entre los años 306 y 312 d. C.

## Inspiración
En la trama de Gladiator influyeron dos películas de Hollywood de los años 1960 del género péplum: La caída del Imperio Romano y Espartaco. De la primera toma algunos puntos clave de su argumento, como la historia de Livio, quien, al igual que Máximo en Gladiator, se pretende que sea sucesor de Marco Aurelio. Livio está enamorado de Lucila y quiere casarse con ella, mientras que en Gladiator Máximo ya está felizmente casado aunque tiempo atrás estuvo enamorado de la hija del emperador. En ambos filmes Marco Aurelio es asesinado: en La caída el imperio romano es un grupo de conspiradores ajenos a Cómodo el que lo envenena, en Gladiator es el propio Cómodo quien lo asfixia. En la película de los años 1960 Cómodo trata de atraer a Livio hacia su visión del imperio en contraste con la de su padre, en la película de Ridley Scott, cuando Cómodo fracasa en su intento de ganarse a Máximo, ordena la ejecución de su familia y falla en asesinar al general. En ambas películas los respectivos protagonistas, Livio y Máximo, matan a Cómodo en combate individual, el primero para salvar a Lucila y el segundo para vengar la muerte de su familia, pero los dos también lo hacen pensando en el bien y la grandeza de Roma.
Scott reconoció que Espartaco y Ben-Hur influyeron en su película: «Estas películas eran parte de mi juventud. Pero en los albores del nuevo milenio pensé que era el momento ideal de revisitar el que pudo ser el momento más importante de los dos últimos milenios (si no de toda la Historia), la cúspide y el principio del fin del mayor poder militar y político que el mundo había conocido».
La célebre película Espartaco, dirigida por Stanley Kubrick en 1960, ya había tratado el tema de los gladiadores, y además en ella ya aparecía un tal senador Graco (nombre de un par de tribunos revolucionarios del siglo II a. C.), que en ambos filmes tiene aspecto de un veterano hombre de estado que intenta salvaguardar los antiguos derechos del senado romano en contra de un ambicioso autócrata —Marco Licinio Craso en Espartaco y Cómodo en Gladiator—. En ambos filmes hay una secuencia idéntica en la que un gladiador (Máximo aquí, el Draba interpretado por Woody Strode en Espartaco) arroja su arma a la cávea después de un combate y antes de una línea de diálogo: «Roma es la turba», dicha en la película de Scott por Graco y por Julio César en Espartaco.
La recreación de la entrada de Cómodo en Roma recuerda la imaginería del documental propagandístico nazi de Leni Riefenstahl, El triunfo de la voluntad (1934), aunque Scott puntualizó que la iconografía de los congresos nazis estaba por supuesto inspirada en la del imperio romano. Gladiator refleja mucho de la procesión de Adolf Hitler. El filme nazi comienza con una vista aérea de Hitler llegando en avión, mientras que Scott muestra también un plano aéreo de la Roma antigua, seguido rápidamente de un plano de las multitudes viendo a Cómodo pasar en carro ante ellos. Lo primero que aparece en el documental alemán es el águila nazi, en Gladiator también aparece la estatua de un águila en lo alto de un arco de triunfo. En un momento de la película propagandística alemana una niña le entrega flores a Hitler, mientras que Cómodo también es recibido por varias niñas que le lanzan flores.

## Recepción

### Comercial
Gladiator se estrenó en 2938 salas de cine de Estados Unidos y recaudó 34,83 millones de dólares en su primer fin de semana. En dos semanas su recaudación en la taquilla norteamericana sobrepasó los 103 millones de dólares. Fue una de las películas más taquilleras del año 2000 y recaudó en todo el mundo más de 457 millones de dólares.

### Crítica
Gladiator recibió críticas mayormente positivas, en concreto de un 79%, basado en los 258 críticos sondeados por la página web Rotten Tomatoes, que registró un 7.4 sobre 10 de nota media. En la página Metacritic la película obtuvo una calificación favorable de 67/100 sobre la base de 46 reseñas de críticos de prestigio. La CNN afirmó que la batalla de Germania era una «de sus batallas de cine favoritas», mientras que la revista Entertainment Weekly colocó a Máximo en el sexto lugar de su lista de héroes de acción favoritos por la «poderosa y conmovedora interpretación de Crowe». En 2004 el canal británico Channel 4 realizó una encuesta que colocó a Gladiator en el sexto lugar de las mejores películas de la historia del cine. Paul Ashbourne le otorgó al filme «tres pulgares arriba» y dijo que era su película favorita de toda la historia pues tenía una sólida trama argumental que nos transporta a los tiempos de la antigua Roma. Entertainment Weekly incluyó la película de Scott entre lo mejor de la década.
El filme también tuvo sus detractores. El crítico Roger Ebert en particular criticó duramente el aspecto del filme por ser «turbio, confuso e indistinto». También se burló del guion porque en su opinión «utiliza la depresión como sustituto de la personalidad, además de creer que si los personajes están amargados y lo suficientemente malhumorados, no nos daremos cuenta de lo aburridos que son».

### Premios
Gladiator fue nominada a los premios de 36 ceremonias distintas, incluyendo la 73.ª edición de los premios Óscar, los premios BAFTA y los Globos de Oro. De un total de 119 nominaciones, la película ganó 48 premios. La película ganó cinco premios de la Academia y fue nominada en otras siete categorías, incluyendo Mejor Actor de Reparto (Joaquin Phoenix) y Mejor Director (Ridley Scott). Recibió seis nominaciones para los Globos de Oro. Hubo cierta controversia en su nominación a Mejor Banda Sonora, pues el premio fue propuesto únicamente para Hans Zimmer y no para Lisa Gerrard debido a las normas de la Academia norteamericana. Sin embargo, finalmente, los dos ganaron el Globo de Oro por Mejor banda sonora como cocompositores.

## Legado
El enorme éxito de la película propició el resurgimiento del interés por la antigua Roma, lo que el periódico The New York Times apodó como «efecto Gladiator».

Los escritores y editores lo llamaron «efecto Gladiator». Al esnob que llevamos dentro le gusta pensar que siempre son libros los que luego generan películas, pero en este caso, son las películas (caso de Gladiator) las que han creado el interés en la antigüedad.

Las ventas de los libros Cicero: The Life and Times of Rome's Greatest Politician y la traducción de Gregory Hays de Meditaciones, de Marco Aurelio, aumentaron enormemente tras el estreno de la película. El filme de Scott también recuperó el género péplum, el cine épico histórico, en que el que encuadran películas posteriores como Troya, El rey Arturo, Alejandro Magno, 300, Kingdom of Heaven o Robin Hood (estas dos últimas dirigidas por el propio Ridley Scott). El personaje Máximo fue colocado en el puesto duodécimo en la lista de los 50 mejores héroes y villanos elaborada por la revista británica Total Film y en el lugar 35º entre los 100 mejores personajes del cine escogidos por la revista Empire. El personaje de Máximo también aparece en una tirada de sellos australianos llamada «Australian Legends», que inmortaliza a varios actores ganadores del premio Óscar.
En 2022, durante la guerra de Ucrania, las fuerzas armadas de Ucrania utilizaron la música de Gladiator en su propaganda en redes sociales por considerarlo una manera efectiva de emocionar a los hombres estadounidenses de la generación que detentaba el poder en ese momento.

## Secuela
En junio de 2001 el productor Douglas Wick dijo que estaba en desarrollo una precuela de Gladiator. Al año siguiente Wick, Walter Parkes, David Franzoni y John Logan cambiaron de opinión y afirmaron que se rodaría una secuela ambientada quince años después, con la Guardia Pretoriana gobernando Roma y un Lucio ya adulto tratando de conocer quien fue su auténtico padre. Sin embargo, Russell Crowe estaba interesado en resucitar a Máximo y por ello investigó las creencias romanas sobre el más allá. Ridley Scott expresó su interés en esta idea, aunque admitió que el proyecto debería recibir un nuevo título porque tenía muy poco que ver con los gladiadores. En 2006 Scott dijo que él y Crowe se habían puesto en contacto con Nick Cave para la reescritura del filme, pero la idea no prosperó.
A principios de noviembre de 2018, la revista en línea Deadline Hollywood confirmó que Ridley Scott había comenzado a trabajar en el guion de la secuela de Gladiator. Scott llevaba años proponiendo la continuación de la oscarizada película y confirmaba así su creación junto con el guionista Peter Craig. La historia de esta continuación, titulada Gladiator 2 y estrenada el 14 de noviembre de 2024, se centra en la vida adulta de Lucio, hijo de Lucila y Máximo (Russell Crowe), al que su padre salvó la vida en su niñez frente al emperador Cómodo (Joaquin Phoenix).

## Formato casero
La película fue estrenada en DVD y en VHS el 20 de noviembre de 2000. Desde entonces ha sido puesta a la venta en numerosas versiones extendidas y especiales. La edición extendida en DVD se puso a la venta en agosto de 2005 y cuenta con unos quince minutos de metraje que no se exhibieron en cines. El montaje original, que Scott todavía llama su «montaje del director», también está incluido. Asimismo esa edición presentaba nuevos comentarios del propio director y de su protagonista Russell Crowe.
Gladiator apareció en formato Blu-Ray en septiembre de 2009 como parte de las «Series Zafiro» de Paramount en una edición con dos discos que venía acompañada de extras similares a los vistos en los DVD: comentarios, avances, escenas eliminadas, documentales, guiones gráficos, galerías de imágenes y las audiciones del reparto. También traía, al igual que la edición extendida en DVD, el montaje original de cine y el extendido. Este primer Blu-Ray de la película recibió críticas negativas por la pobre calidad de imagen, lejana a lo que puede ofrecer este formato para una película moderna, por lo que en 2010 apareció una nueva versión con la imagen remasterizada.